# Jotta Barroso
José Jota Barroso (Visconde do Rio Branco, 06 de abril de 1921 — Visconde do Rio Branco, 21 de setembro de 2006) mais conhecido como Jotta Barroso foi um  ator, radialista, locutor, autor e produtor brasileiro.

## Carreira

### No cinema
| Ano  | Título                         | Personagem        | Notas                                      |
| ---- | ------------------------------ | ----------------- | ------------------------------------------ |
| 1964 | Viagem aos Seios de Duília     | —                 |                                            |
| 1965 | Crônica da Cidade Amada        | —                 | Segmento: "Iniciada a Peleja"              |
| 1967 | O Menino e o Vento             | —                 | Também Assistente de Produção e Maquilador |
| 1967 | Carnaval Barra Limpa           | Gerente do hotel  |                                            |
| 1968 | Como Matar um Playboy          | —                 |                                            |
| 1970 | Anjos e Demônios               | Gerente           |                                            |
| 1974 | Banana Mecânica                | —                 |                                            |
| 1974 | Ainda Agarro Essa Vizinha      | —                 |                                            |
| 1974 | O Trapalhão na Ilha do Tesouro | Apolinário        |                                            |
| 1975 | Eu Dou o Que Ela Gosta         | Zezinho Vaselina  |                                            |
| 1976 | Ninguém Segura Essas Mulheres  | Vendedor          | Segmento: "Pastéis para uma Mulata"        |
| 1976 | As Mulheres Que Dão Certo      | Professor Isidoro |                                            |
| 1977 | Ódio                           | Souza             |                                            |
| 1977 | O Seminarista                  | Sacristão         |                                            |
| 1977 | As Loucuras de um Sedutor      | Guilherme         |                                            |
| 1978 | Se Segura Malandro             | Dr. Ferreirinha   |                                            |
| 1979 | O Coronel e o Lobisomem        | Totonho Borges    |                                            |
| 1979 | As Borboletas Também Amam      | —                 |                                            |
| 1981 | Bonitinha, Mas Ordinária       | —                 |                                            |
| 1984 | Memórias do Cárcere            | —                 |                                            |